# 直鞍地区
直鞍地区（ちょくあんちく）は、福岡県筑豊地方の中にある地域の呼称。直方市、宮若市、鞍手郡（鞍手町、小竹町）の2市2町の区域全体を指す。

## 概要
中心都市は直方市。北九州都市圏と飯塚都市圏に属している。北九州工業地帯を形成する地域の一つでもある。

### 面積
- 251.53km2

### 人口
- 人口: 112,591人（2011年6月1日現在）
- 人口密度: 448人/km2

## 電話
直方市、宮若市、および鞍手町の3地区は、共に市内通話（市外局番0949、市内局番は20～59及び70～99）で電話が通じるが、小竹町は飯塚市内と同じ局になっており、電話は市外通話（市外局番09496）となる。

2021年10月に飯塚市内の09496が他の飯塚市内の市外局番と同じ0948に変更するのに伴い、2022年3月に小竹町の市外局番が0949に変更(市内局番は60番台)し、直鞍地区全域の市外局番が統一される予定。

## 郵便
郵便については直方市内と宮若市内は、直方郵便局が管理している。鞍手町は、八幡南郵便局、小竹町は、飯塚郵便局の管理下になっている。